# Brahmansko govedo
Brahmansko govedo je američka pasmina zebuinskog-taruinskog hibrida goveda. Uzgaja se u Sjedinjenim Američkim Državama od 1885. od goveda, porijeklom iz Indije, uvezenih u različita vremena iz Velike Britanije, Indije i Brazila. Brahmansko govedo ima visoku toleranciju na toplinu, sunčevu svjetlost i vlagu, te dobru otpornost na parazite. Izvozi se u mnoge zemlje, osobito u tropske krajeve; u Australiji je najbrojnija pasmina goveda. Korišteno je za nastanak brojnih hibrida, od kojih su neki - poput brangusa i bramousina - uspostavljeni kao zasebne pasmine.

## Etimologija
Brahmansko govedo indijskog je porijekla i dobio je ime po brahmanima (hinduističkim svećenicima), koji su dobili ime po hinduističkom božanstvu Brahmi. Mnogi hinduistički brahmani su vegetarijanci, koji govedinu smatraju svetom, te je stoga ne jedu.

## Uzgoj i uporaba
Brahmansko govedo prvi put je uzgojeno početkom 1900-ih kao križanac između četiri različite pasmine indijskog goveda: Gujarat, Ongol, Gir i Krishna Wali. Izvorno američko brahmansko govedo potječe iz jezgre od oko 266 bikova i 22 krave nekoliko vrsta Bos indicus (indijsko govedo) uvezenih u Sjedinjene Američke Države između 1854. i 1926. godine.
Koristi se za mesnu industriju. Ova pasmina je uvelike križana s Bos taurus taurus (europskom) pasminom goveda. Korišteno je za razvoj brojnih drugih američkih pasmina goveda. Ova se pasmina također koristila za bikove za jahanje, a omiljena je zbog svoje poslušnosti, veličine i inteligencije.
Brahmansko govedo poznato je po svojoj ekstremnoj otpornosti na vrućinu i rasprostranjeno je u tropskim područjima. Otporne su na kukce zbog svoje debele kože. Žive dulje od mnogih drugih pasmina, često rađaju telad u dobi od 15 godina i više.
U Omanu i Fujairahu u Ujedinjenim Arapskim Emiratima, brahmanski bikovi koriste se u tradicionalnom sportu borbe s bikovima. Pritom se dva bika upuštaju u bijesnu rundu udaranja glavama. Tko prvi sruši ili ustupi svoj teritorij smatra se gubitnikom. Brahmanski bikovi koji se pripremaju za ovaj sport drže se na posebnoj dijeti od mlijeka i meda kako bi dobili vrhunsku snagu.
Američka udruga uzgajivača brahmanskoga goveda osnovana je 1924. kao službeni registar stada za praćenje i provjeru krvnih loza goveda. Sjedište ove organizacije je u Houstonu. Ime "brahmansko govedo" skovao je prvi tajnik Američke udruge uzgajivača brahmana, J. V. Sartwell.
Pasmina je imala veliki utjecaj na australsko tržište govedine, posebno u sjevernim dijelovima Australije. Otkako je pasmina uvedena u Australiju, više od 50% australske populacije goveda je brahmansko govedo ili križanac. Ova pasmina dobro je prilagođena ne samo visokim temperaturama, već i hladnoj klimi.

## Galerija
- Bik brahmanskoga goveda
- Krava i tele
- Brahmanska goveda na ispaši
- Bik brahmanskoga goveda na sajmu